# Shimokawa Kenichi
Shimokawa Kenichi (sinh ngày 14 tháng 5 năm 1970) là một cầu thủ bóng đá người Nhật Bản.

## Đội tuyển bóng đá quốc gia Nhật Bản
Shimokawa Kenichi thi đấu cho đội tuyển bóng đá quốc gia Nhật Bản từ năm 1995 đến 1997.

## Thống kê sự nghiệp
| Đội tuyển bóng đá Nhật Bản | Đội tuyển bóng đá Nhật Bản | Đội tuyển bóng đá Nhật Bản |
| Năm                        | Trận                       | Bàn                        |
| -------------------------- | -------------------------- | -------------------------- |
| 1995                       | 1                          | 0                          |
| 1996                       | 7                          | 0                          |
| 1997                       | 1                          | 0                          |
| Tổng cộng                  | 9                          | 0                          |